# يوحنا الخامس عشر

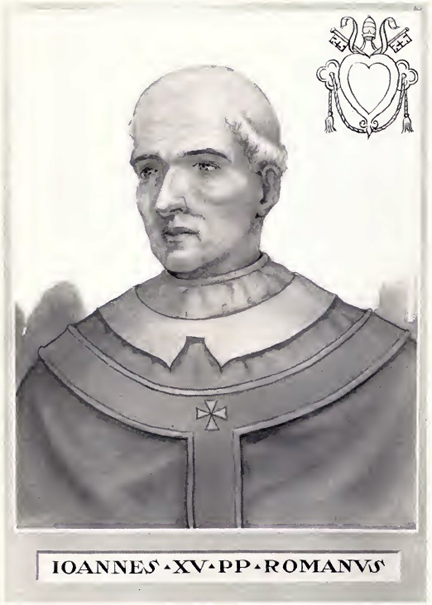
يوحنا الخامس عشر

البابا يوحنا الخامس عشر (باللاتينية: Ioannes XV) ـ (توفي في 1 أبريل 996) هو بابا الكنيسة الكاثوليكية في الفترة من أغسطس 985 إلى وفاته سنة 996.